# Wahpeton, North Dakota
Wahpeton är en stad (city) i Richland County i delstaten North Dakota i USA. Staden hade 8 007 invånare, på en yta av 13,51 km² (2020). Wahpeton är administrativ huvudort (county seat) i Richland County.